# Portland (Míchigan)
Portland es una ciudad ubicada en el condado de Ionia en el estado estadounidense de Míchigan. En el Censo de 2010 tenía una población de 3883 habitantes y una densidad poblacional de 538,52 personas por km².

## Geografía
Portland se encuentra ubicada en las coordenadas 42°52′8″N 84°53′54″O / 42.86889, -84.89833. Según la Oficina del Censo de los Estados Unidos, Portland tiene una superficie total de 7.21 km², de la cual 6.83 km² corresponden a tierra firme y (5.21%) 0.38 km² es agua.

## Demografía
Según el censo de 2010, había 3883 personas residiendo en Portland. La densidad de población era de 538,52 hab./km². De los 3883 habitantes, Portland estaba compuesto por el 96.68% blancos, el 0.72% eran afroamericanos, el 0.44% eran amerindios, el 0.18% eran asiáticos, el 0% eran isleños del Pacífico, el 0.59% eran de otras razas y el 1.39% pertenecían a dos o más razas. Del total de la población el 3.09% eran hispanos o latinos de cualquier raza.